# Pierrefonds
Pierrefonds è un comune francese di 2 179 abitanti situato nel dipartimento dell'Oise della regione dell'Alta Francia.

## Monumenti e luoghi d'interesse
Tra i monumenti spicca il Castello di Pierrefonds, dove la leggenda afferma che Porthos, uno dei tre moschettieri, facesse il castellano.

## Società

### Evoluzione demografica
Abitanti censiti